# Henoch-Schönleins purpura
Henoch-Schönleins purpura (HSP) är en sjukdom som oftast drabbar pojkar i åldern 3-10 år, men även andra kan drabbas. HSP ger karakteristiska utslag i form av röda fläckar i olika storlekar på ben, skinkor, som kan klia. Dessa hudblödningar ses hos alla. HSP kan också ge buksmärtor, blod och proteiner i urinen samt svullnader och smärta i de större lederna. Oftast hittas som vid IgA-nefrit inlagringar av IgA i njurarnas glomeruli. Den är en så kallad vaskulit-sjukdom. Orsaken till sjukdomen är okänd men troligtvis finns det allergiska orsaker. Ofta har barnet haft en luftvägsinfektion 1-3 veckor tidigare. Det kan ta flera dagar mellan de olika symtomen. Hos några få procent kvarstår hematurin och proteinurin i flera år. Ett annat, mycket ovanligt, förlopp hos barn är en snabbt förvärrad njurpåverkan crescent-nefrit. 
Sjukdomen går i de flesta fall över av sig själv inom några veckor, utan att efterlämna några spår. ”medibas”. https://medibas.se/handboken/kliniska-kapitel/pediatrik/patientinformation/olika-tillstand/henoch-schonleins-purpura/. Läst 1 juli 2018.
Sjukdomen kan även drabba vuxna och då oftast i betydligt allvarligare grad. Njurpåverkan och svåra buksmärtor till följd av blödningar i de små kärlen förekommer och man måste i regel behandlas akut på sjukhus i den inledande fasen. Starka doser av cellgifter och kortison är de vanligaste medicinerna och blir ofta en långvarig behandlingsform. HSP är en svår sjukdom på så vis att man inte säkert vet hur den uppstår och genom att behandlingsformen och -tiden kan bli lång för den drabbade. Det ska dock tilläggas att HSP ytterst sällan drabbar vuxna individer.
Sjukdomen är uppkallad efter Eduard Heinrich Henoch och Johann Lukas Schönlein.